# Ipyeong-myeon
Ipyeong-myeon (koreanska: 이평면)  är en socken i stadskommunen Jeongeup i provinsen Norra Jeolla i den sydvästra delen av  Sydkorea, 210 km söder om huvudstaden Seoul.